# Smoke on the Water
Smoke on the Water – utwór brytyjskiej grupy Deep Purple, który znalazł się na ich albumie Machine Head. W maju 1973 roku wydany został na singlu, który dotarł do miejsca 4. na amerykańskiej liście Billboard Hot 100.

## Popularność
W 2004 roku znalazł się na 434. pozycji na liście 500 utworów wszech czasów magazynu Rolling Stone. W tym samym roku sklasyfikowano utwór na 4. miejscu na Liście największych riffów wszech czasów magazynu, a w 2005 roku brytyjski magazyn muzyczny Q umieścił go na 12. miejscu listy 100. największych utworów gitarowych wszech czasów.
Piosenka została uhonorowana w Montreux rzeźbą (tuż obok posągu frontmana grupy Queen – Freddiego Mercury’ego) z nazwą zespołu, tytułem piosenki oraz riffem zapisanym w postaci notacji muzycznej.

## Kompozycja
„Smoke on the Water” rozpoznawany jest z powodu charakterystycznej melodii oraz jej aranżacji. Utwór zaczyna się od riffu granego przez Ritchiego Blackmore’a, następnie do gry włączają się hi-hat, przesterowane organy oraz perkusja i gitara basowa.
Pierwsze solo jest grane na gitarze przez Ritchiego Blackmore’a, a finałowe solo gra na organach Jon Lord.

## Historia
Tekst opowiada prawdziwą historię. 4 grudnia 1971 roku zespół miał użyć do nagrania wynajętego od The Rolling Stones mobilnego studia nagraniowego Rolling Stones Mobile Studio położonego w kompleksie rozrywkowym, który był częścią kasyna w szwajcarskim Montreux. W przeddzień sesji nagraniowej odbywał się w kasynie koncert Franka Zappy i jego zespołu The Mothers of Invention. W trakcie wykonywania solo do utworu „King Kong” na syntezatorze przez Dona Prestona miał miejsce nagły pożar wywołany przez kogoś z widowni, kto wystrzelił z rakietnicy. Pożar całkowicie zniszczył kasyno i sprzęt zespołu The Mothers of Invention.
Tytuł „Smoke on the Water” odnosi się do widoku pożaru, jaki członkowie zespołu zobaczyli z hotelu nad Jeziorem Genewskim. Zespół został z drogim mobilnym studio nagraniowym, ale musiał poszukać w mieście innego miejsca do nagrywania albumu. Jedną z obiecanych lokacji był teatr zwany The Pavillion, ale wkrótce, kiedy zespół zaczął prace nad nagrywaniem albumu, okoliczni sąsiedzi to uniemożliwili, przez co członkowie zespołu byli zmuszeni do opuszczenia tego miejsca. Po tygodniu poszukiwań zespół wynajął praktycznie pusty hotel Montreux Grand Hotel i przemianował korytarz oraz schody w studio nagraniowe, gdzie zarejestrowali większość materiału nagraniowego do swego najbardziej kasowego albumu Machine Head. Jedyną piosenką nienagraną w całości w Grand Hotel był właśnie utwór „Smoke on the Water”.

## Nowa wersja (1989)
Nowa wersja utworu została nagrana w ramach charytatywnego projektu Rock Aid Armenia, dochód z którego przeznaczony był na pomoc po trzęsieniu ziemi w Armenii. W nagraniu, oprócz części muzyków Deep Purple, uczestniczyli wykonawcy znani z karier solowych i z innych zespołów, m.in.: Bryan Adams, Bruce Dickinson (Iron Maiden), Geoff Downes i Chris Squire (Yes), Keith Emerson, David Gilmour (Pink Floyd), Tony Iommi (Black Sabbath), Alex Lifeson (Rush), Brian May i Roger Taylor (Queen), Paul Rodgers. Producentami nagrania byli Geoff Downes i Gary Langan.
Utwór znalazł się w 1990 roku na płycie The Earthquake Album oraz na The Earthquake Video. Cztery wersje utworu (w tym jedna z 2010) zostały wydane w formie płyty Smoke on the Water: Metropolis Sessions w roku 2010.

## Wykonawcy
- Ian Gillan – śpiew
- Ritchie Blackmore – gitara
- Roger Glover – gitara basowa
- Jon Lord – instrumenty klawiszowe
- Ian Paice – perkusja